# Pheneps cubanus
Pheneps cubanus is een keversoort uit de familie keikevers (Psephenidae). De wetenschappelijke naam van de soort werd in 1936 gepubliceerd door Philip Jackson Darlington.